# Austerocardiochiles glochidionae
Austerocardiochiles glochidionae är en stekelart som beskrevs av S. Ahmad och Shuja-uddin 2004. Austerocardiochiles glochidionae ingår i släktet Austerocardiochiles och familjen bracksteklar. Inga underarter finns listade.